# Alí ben Umar
Alí ben Úmar (árabe: علي بن عمر بن إدريس, `alī ibn `umar ibn 'idrīs). Emir idrísida entre 874 y 883.
Primo y suegro de Yahya ben Yahya a quien sucedió en el trono, es también conocido como Alí II.
Falleció en 883 y le sucedió en el trono Yahya ben al-Qásim.
| Predecesor: Yahya ben Yahya | Emires idrísidas 874-883 | Sucesor: Yahya ben al-Qásim |